# Полет 1549 на „Ю Ес Еъруейс“
Полет 1549 на „Ю Ес Еъруейс“ е редовен полет на „Ю Ес Еъруейс“ от летище „Ла Гуардия“ в Ню Йорк до Шарлът и Сиатъл, в Съединените американски щати. На 15 януари 2009 г. самолетът „Еърбъс А320-214“, който обслужва полета, се удря в ято птици малко след излитане от „Ла Гуардия“, което довежда до загуба на цялата мощност на двата налични двигателя. Като се има предвид позицията им спрямо наличните летища и ниската им надморска височина, пилотите Съли Салънбъргър и Джефри Скайлс решават да приводнят самолета по река Хъдсън близо до центъра на Манхатън. Всички 155 души на борда са спасени от близките фериботи, лодки и от плавателни съдове на бреговата охрана на Съединените американски щати. Няма жертви, въпреки че 100 души са ранени, някои от тях сериозно. Времето от удара на птицата до приводняването е по-малко от четири минути.
Губернаторът на щата Ню Йорк, Дейвид Патерсън, нарича инцидента „Чудото на Хъдсън“, а служител на Националния борд по безопасност на транспорта го описва като „най-успешното приводняване в историята на авиацията“. Полетните симулации показват, че самолетът може да се върне в „Ла Гуардия“, ако се обърне към летището веднага след удара на птицата. Бордът обаче установява, че сценарият не отчита съображенията от реалния свят и потвърждава, че приводняването осигурява най-голяма вероятност за оцеляване предвид обстоятелствата.
Пилотите и стюардесите са наградени с магистърския медал на Гилдията на въздушните пилоти и навигаторите като признание за тяхното „героично и уникално авиационно постижение“. Мемоарите на Съли Салънбъргър от 2009 г., „Най-високо задължение: Моето търсене на това, което наистина има значение“, са адаптирани в игралния филм „Съли: Чудото на Хъдсън“, режисиран от Клинт Истууд. В него участват Том Ханкс като Съли Салънбъргър и Арън Екхарт като Джефри Скайлс. Филмът е разпространен от „Уорнър Брос“ на 9 септември 2016 г.